# Holy Water
Holy Water es el noveno álbum de estudio de la banda de rock británica Bad Company y su tercer álbum consecutivo con Brian Howe como vocalista principal. El álbum fue lanzado el 12 de junio de 1990. Logró convertirse en disco de platino vendiendo cerca de un millón de copias, y se ubicó en la posición #35 de la lista Billboard Album Rock Tracks.

## Lista de canciones
Todas fueron escritas por Brian Howe y Terry Thomas, excepto donde se indique.
1. "Holy Water" (4:06)
2. "Walk Through Fire" (4:48)
3. "Stranger Stranger" (Brian Howe, Simon Kirke, Terry Thomas) (4:51)
4. "If You Needed Somebody" (4:21)
5. "Fearless" (3:32)
6. "Lay Your Love on Me" (Mick Ralphs) (4:04)
7. "Boys Cry Tough" (5:34)
8. "With You in a Heartbeat" (4:34)
9. "I Don't Care" (4:33)
10. "Never Too Late" (Mick Ralphs, Terry Thomas) (3:42)
11. "Dead of the Night" (Mick Ralphs, Terry Thomas) (3:40)
12. "I Can't Live Without You" (Mick Ralphs, Terry Thomas)	(3:50)
13. "100 Miles" (Simon Kirke) (1:57)

## Créditos
- Brian Howe – voz, saxofón
- Mick Ralphs – guitarra, teclados
- Simon Kirke – batería
- Felix Krish – bajo